# Murphy's Law
Murphy's Law és un grup estatunidenc de hardcore punk de la ciutat de Nova York format el 1982. El cantant Jimmy Gestapo és l'únic membre fundador de la banda en actiu. Al llarg de la seua trajectòria, el grup ha comptat amb la participació de nombrosos músics que hi han tocat provinents de grups com Mucky Pup, Dog Eat Dog, Hanoi Rocks, Agnostic Front, Warzone, Cro-Mags, New York Dolls, Joan Jett & the Blackhearts, The Slackers i Glen Campbell.
El 2001 Murphy's Law va publicar The Party's Over. El 2002, la banda va aparèixer a la pel·lícula Cremaster 3 de Matthew Barney juntament amb Agnostic Front. El 2008, es va presentar la cançó «A Day in the Life», així com el mateix Jimmy Gestapo com a DJ de l'estació de ràdio Liberty City Hardcore (LCHC), al videojoc Grand Theft Auto IV.

## Discografia
| - Bong Blast (1983) Spliff Records - Murphy's Law (1986) Profile Records - Back with a Bong (1989) Profile Records - The Best of Times (1991) Relativity Records - Dedicated (1996) Another Planet - The Party's Over (2001) Artemis Records - Beer, Smoke, and Live (2002) P.O.P. Records - The Best (2005) NYHC Tattoos Records - Covered (2005) NYHC Tattoos Records - Murphy's Law / Back with a Bong (1994) Another Planet – split CD - The Best of Times / Good for Now (2000) Artemis Records – split CD - Good for Now EP (1994) We Bite Records - "Panty Raid" (1989) - "What Will the Neighbors Think?" (1996) - "Vicky Crown" (2001) | – - "Monster Mash" (1991) Relativity Records 7" single - "My Woman from Tokyo" (1995) Japan only 7" split single - "What Will the Neighbors Think?" (1996) Another Planet – 7" single - "Genkika" (1996) – Japan only 7" split single - "Kansai Woman" (1996) – Japan only 7" single - "Quality of Life" (1998) NG Records – 7" split single - How to Start a Fight (1996) Side One Dummy Records - Show & Tell - A Stormy Remembrance of TV Themes (1997) Which? Records - Creepy Crawl Live (1997) Another Planet - Music to Kill For (1998) Triple Crown Records - City Rockers: A Tribute to the Clash (1999) Side One Dummy Records - Never Mind The Sex Pistols: Here's The Tribute (2000) Radical Crown Records - Under the Influence - A Tribute to the Clash, the Cure, and the Smiths (2001) Triple Crown Records - The World Wide Tribute to the Real Oi Volume 2 (2002) I Scream Records - Jager Music Volume 2 (2002) jagermusic.com Records - Warped Tour Compilation (2002) Side One Dummy Records |